# Im Frieden dein, o Herre mein

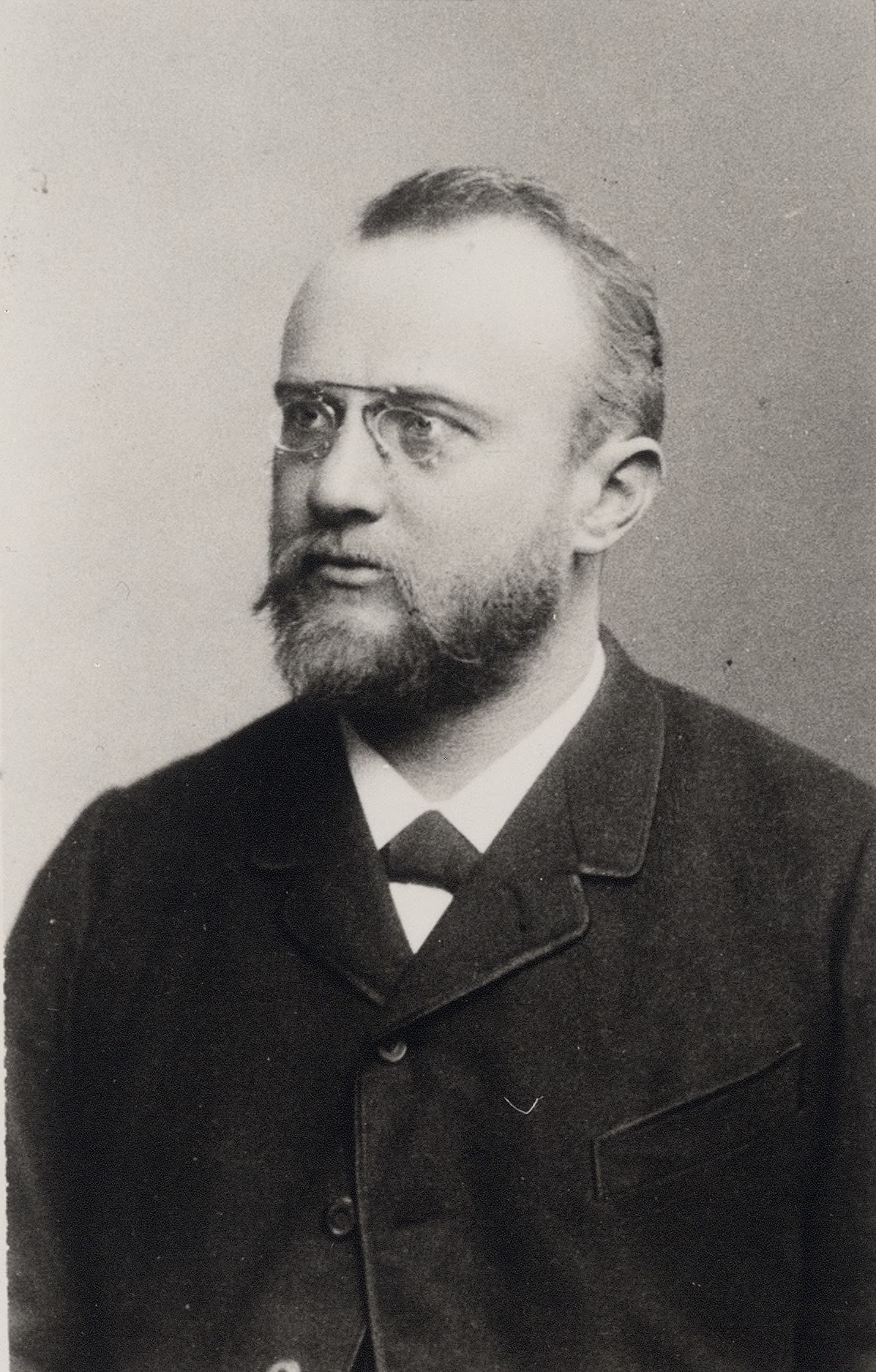
Der Hymnologe Friedrich Spitta, der ein Lied von 1530 bearbeitete, das auf das biblische Nunc dimittis zurückgeht

Im Frieden dein, o Herre mein ist ein deutschsprachiges Kirchenlied, das zunächst der Reformator Johannes Anglicus auf der Grundlage des biblischen Nunc dimittis (Evangelium nach Lukas, 2,29–32) schrieb, der auch als Lobgesang des Simeon bekannt ist. Anglicus verfasste in Straßburg zwei Strophen in kunstvollem Versmaß, die als Danklied nach dem Abendmahl gedacht waren. Sie erschienen ab 1530 in Gesangbüchern mit einer Melodie, die Wolfgang Dachstein zugeschrieben wird. 
Friedrich Spitta überarbeitete 1898 das Lied. Er verschob das Thema vom Gebet um einen friedlichen Tod zu einem ausdrücklichen Abendmahlsdank und fügte als dritte Strophe ein Wir-Gebet hinzu, das die Konsequenzen aus der Kommunion erbittet: „Lieb und Treu“ mit „Hand und Mund“ und einen Platz beim ewigen Gastmahl. Seine Version steht im Evangelischen Gesangbuch (Nr. 222) unter der Rubrik Abendmahl. Das ökumenische und Einheitslied steht im katholischen Gotteslob unter Nr. 216. Es erscheint in einigen weiteren Liederbüchern.

## Geschichte
Das Lied entwickelte sich in vier Etappen der Geschichte des Christentums in fast 2000 Jahren. Zunächst wird im Lukasevangelium die Episode der Darstellung Jesu im Tempel erzählt, wo Maria 40 Tage nach der Geburt Jesu das von der jüdischen Religion vorgeschriebene Reinigungsopfer im Tempel darbringt. Simeon erkennt bei diesem Ritual im Tempel in dem Kind den erwarteten Messias und stimmt einen Lobgesang an. In lateinischer Sprache fand er als Nunc dimittis Eingang in das Stundengebet, wo es täglich in der Komplet gebetet oder gesungen wird. Er ist besonders mit dem Fest Mariä Reinigung (heute: Darstellung des Herrn) am 2. Februar verbunden, wo die Perikope in der heiligen Messe bis heute als Evangelium verlesen wird.
In einem dritten Schritt wurde das Nunc dimittis in der Reformation als Danklied nach dem Abendmahl verwendet, zuerst in einer Kirchenordnung aus Nördlingen von 1522. Eine Straßburger Liturgie von 1524 spezifiziert „nach dem Mahle“. Johannes Anglicus schuf eine gereimte Fassung, die zuerst 1527 auf einem inzwischen verlorenen Liedblatt erschien und ab 1530 regelmäßiger Bestandteil von Gesangbüchern dort wurde. Sein Lied ist ein Paraphrase des Nunc dimittis, die seine Themen enthält: Ruhe im Frieden nach dem Anblick des Lichts, das der Heiland für alle Völker, die Heiden und besonders Israel ist. Die Melodie wird Wolfgang Dachstein zugeschrieben. Das Lied erscheint in einer Sammlung Schatz des evangelischen Kirchengesangs im ersten Jahrhundert der Reformation, die Gottlieb Freiherr von Tucher (1798–1877) 1848 herausgab. Es steht im dritten Abschnitt, Der Lobgesang Simeonis, der Luthers Bibelübersetzung nach Lukas enthält, danach Luthers Nachdichtung Mit Fried und Freud ich fahr dahin, gefolgt von Im Frieden dein. Eine Fußnote erklärt alle drei Gesänge als ebenfalls geeignet für Begräbnisse.
1898 bearbeitete Friedrich Spitta, ein evangelischer Theologe, der sich für Liturgiereformen einsetzte, das Lied: Er verschob den Schwerpunkt vom individuellen Gebet um einen friedlichen Tod zu einem gemeinschaftlichen Gebet für ein Leben in Frieden und Verbundenheit. Das Abendmahl ist für den Gläubigen eine Möglichkeit, das Licht des Heiles zu sehen und für das Leben gestärkt zu werden. Mit kleineren Änderungen fand Spittas Fassung unter der Nummer EG 222 Eingang in das Evangelische Gesangbuch.
1949 wurde es in die katholische Liste der Einheitslieder der nordwestdeutschen Bistümer aufgenommen und fand so Eingang in mehrere neu erscheinende Diözesangebet- und Gesangbücher. Es wurde auch als ökumenisches Lied in das katholische Gotteslob von 1975 und 2013 aufgenommen, in letzterem steht es als GL 216 im Abschnitt „Gesänge – Woche – Gesänge zur Kommunion / Dank nach der Kommunion“. Es erscheint auch in weiteren Liederbüchern.

## Text

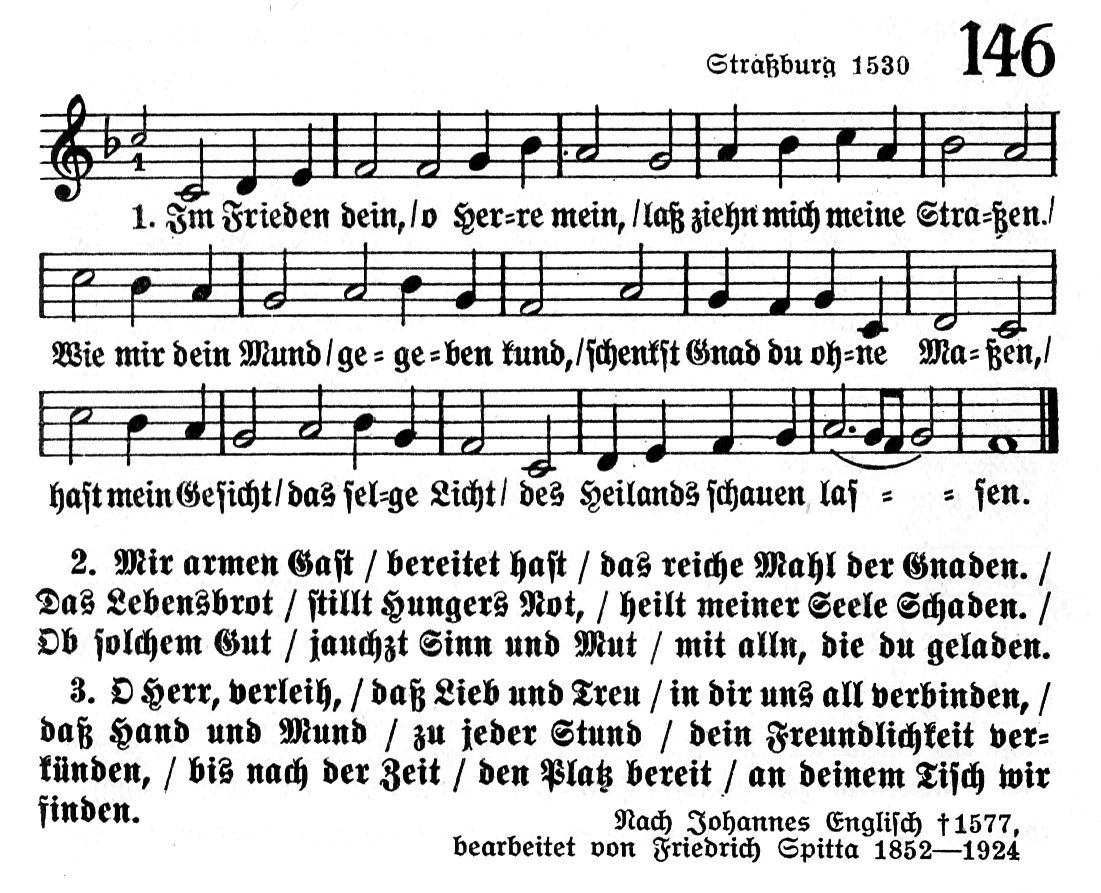
Im Frieden dein bei Otto Riethmüller, Ein neues Lied, 1932

Der Liedtext nach Tuchers Sammlung links wird Spittas drei Strophen in der Fassung der aktuellen Gesangbücher gegenübergestellt:
| Anglicus (Tuchers Fassung) | Spitta (EG) |
| --- | --- |
| Im Frieden dein, o Herre mein, wollst mich nun ruhen lassen. Als mir ward Bscheid von dir geseit, so hast mich jetzt begossen, daß mein Gesicht mit Freuden spricht, den Heiland habs gesehen! Ein’n werthen Gast bereitet hast vor allen Völkern große. Der Heiden G’sicht im Licht bericht’t, macht sie des Glaubens G’nossen. Ein Lob und Ehr, groß durch dich, Herr, wird Israel ein Volke. | Im Frieden dein, o Herre mein, lass ziehn mich meine Straßen. Wie mir dein Mund gegeben kund, schenkst Gnad du ohne Maßen, hast mein Gesicht das sel’ge Licht, den Heiland, schauen lassen. Mir armem Gast bereitet hast das reiche Mahl der Gnaden. Das Lebensbrot stillt Hungers Not, heilt meiner Seele Schaden. Ob solchem Gut jauchzt Sinn und Mut mit alln, die du geladen. O Herr, verleih, dass Lieb und Treu in dir uns all verbinden, dass Hand und Mund zu jeder Stund dein Freundlichkeit verkünden, bis nach der Zeit den Platz bereit’ an deinem Tisch wir finden. |

Das Lied von 1530 entspricht dem Nunc dimittis: in Frieden fahren nach der Erkenntnis des Lichtes, das der Heiland bringt. Simeon, der das Baby Jesus 40 Tage nach seiner Geburt sah, kann damit die Bereitschaft zu sterben gemeint haben. Der Dichter beginnt in der 1. Person und spricht Gott als seinen Herrn an, den er bittet: „wollst mich nun ruhen lassen“. Spitta übertrug den Gedanken auf eine allgemeinere Bedeutung, indem er stattdessen formulierte: „lass ziehn mich meine Straßen“.
Die zweite Strophe führt in der reformatorischen Fassung den „werthen Gast“ ein, womit Jesus gemeint, ein Licht für alle Völker einschließlich der Heiden und besonders für Israel. Spitta ändert die Bedeutung, indem er den Beter mit dem Gast identifiziert, der eingeladen ist zu einem reichen Mahl der Gnaden. Es bietet Lebensbrot, das den Beter mit Gott verbindet und mit den anderen Glaubenden, ein Grund zum gemeinsamen Lob mit „Sinn und Mut“. Die Heiden und Israel werden in seiner Fassung nicht erwähnt.
Die letzte Strophe ist ein Gebet um Liebe und Treue, die „uns all“ verbinden möge, so dass Hand und Mund die Freundlichkeit Gottes verkünden, in der Erwartung einen Platzes beim Mahl nach dieser Zeit.
Das Versmaß, welches Spitta übernahm, folgt einem Muster von zwei kurzen Zeilen, die sich reimen, gefolgt von einer längeren Zeile. Dies wiederholt sich in jeder Strophe dreimal, wobei sich die drei längeren Zeilen untereinander reimen: aabccbddb.